# 20285 Lubin
A 20285 Lubin (ideiglenes jelöléssel 1998 FU58) a Naprendszer kisbolygóövében található aszteroida. A LINEAR projekt keretében fedezték fel 1998. március 20-án.